# Лозовка (Ивановская сельская община)
Лозовка (укр. Лозівка, пол. Łozówka) — село в Ивановской сельской общине Тернопольского района Тернопольской области Украины.
До 2020 года входило в Теребовлянский район.
Население по переписи 2001 года составляло 145 человек. Занимает площадь 0,503 км². Почтовый индекс — 48137. Телефонный код — 3551.